# Chiesa di San Giovanni Battista (Viddalba)

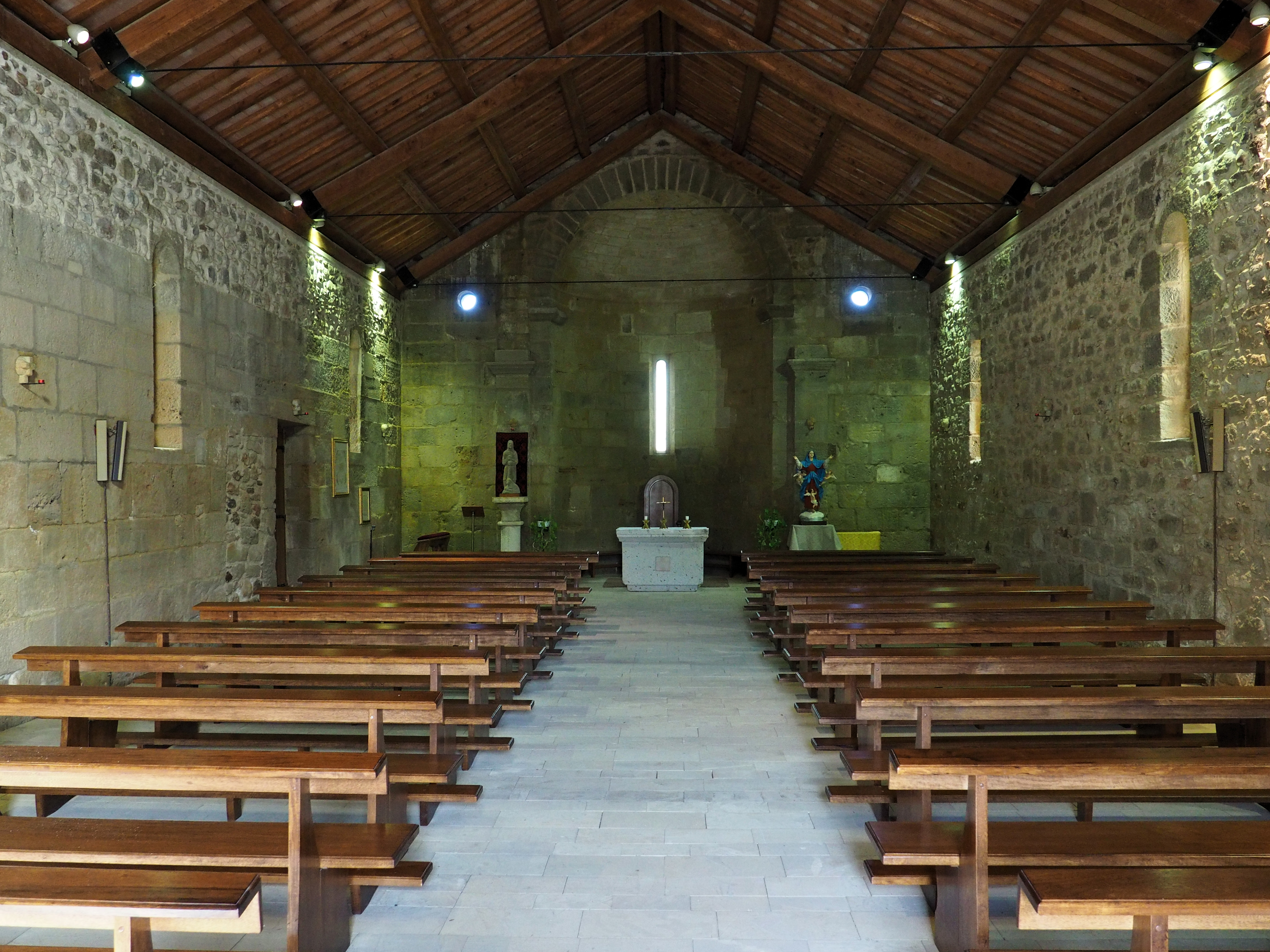
L'interno

La chiesa di San Giovanni Battista è un edificio religioso situato a Viddalba, centro abitato della Sardegna settentrionale. Consacrata al culto cattolico, fa parte della parrocchia della Santissima Vergine di Pompei, diocesi di Tempio-Ampurias.
È sia dal punto di vista storico che artistico il monumento più importante del paese. Citata nei condaghi medievali insieme al vicino ospedale di Billalba (l'attuale Viddalba), è databile intorno alla fine del XI secolo. Più avanti, nell'Ottocento, viene descritta allo stato di rudere a causa del parziale smantellamento effettuato allo scopo di recuperare conci per la costruzione degli edifici civili della zona; stato in cui vi rimane sino al 1929 anno della ricostruzione. Rimasta però priva degli arredi interni verrà riaperta al culto soltanto nel giugno del 2007 grazie ad un restauro definitivo ed al completamento degli interni il tutto a cura dell'amministrazione comunale.

## Descrizione
Realizzata con pietra arenaria in stile romanico, presenta una facciata a capanna con conci irregolari faccia a vista e portale architravato sovrastato da oculo.

L'interno, originariamente a tre navate e suddiviso da cinque colonne per lato, presenta all'attualità un'aula mononavata di 18,60x8,50 metri con copertura lignea a doppio spiovente.
 L'illuminazione naturale è assicurata da sette monofore centinate disposte tre per lato e una nella zona presbiteriale.

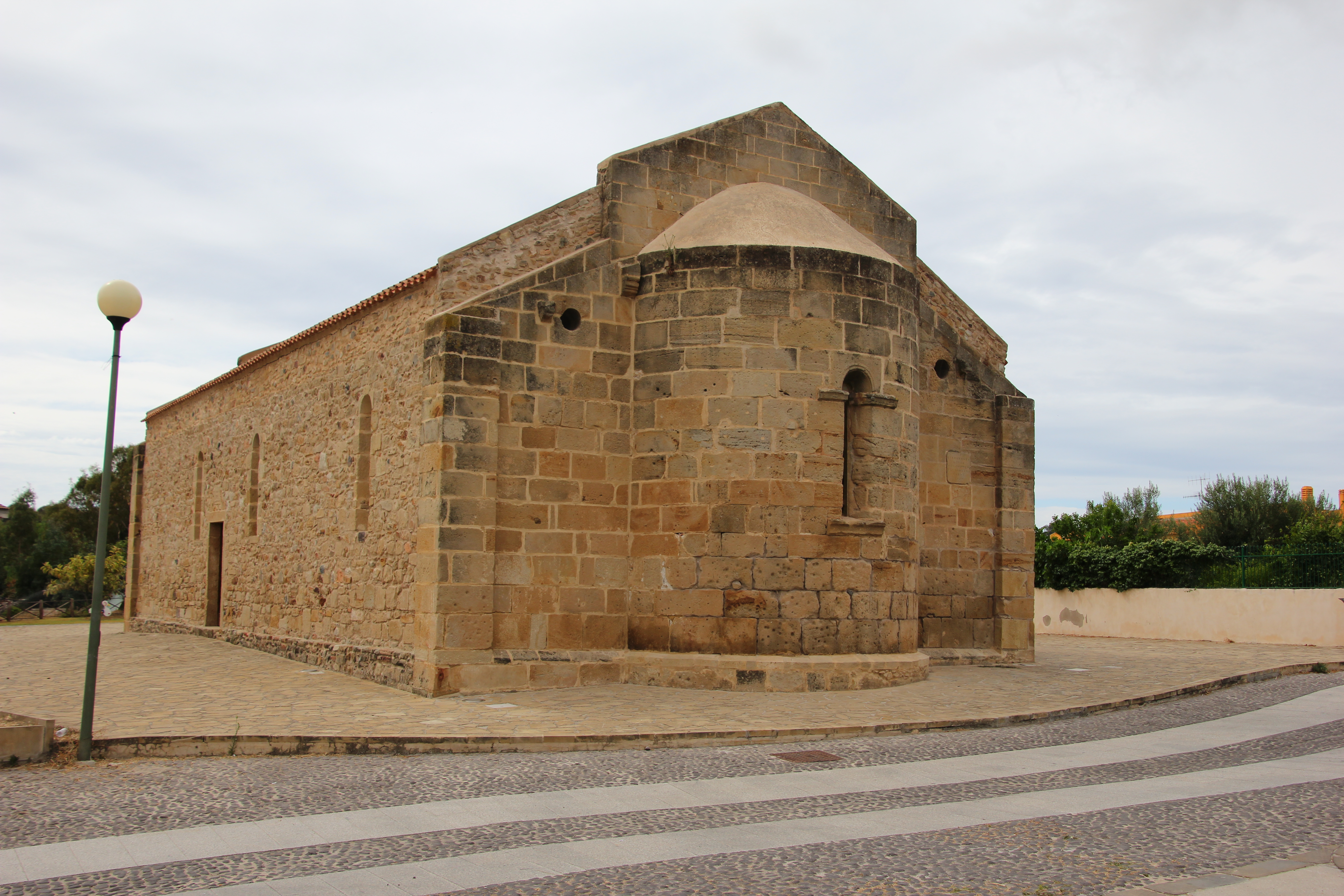
L'abside